# 王杲 (都指挥使)
王杲（1515年—1575年），系出建州女真。明嘉靖年间起任建州右卫都指挥使。清太祖努爾哈赤的外曾祖父（一說外祖父）。另有一说王杲和努尔哈赤无血缘关系。

## 生平
王杲生来聪黠，在抚顺学习汉语，通晓多种语言文字，尤其精于占卜之术。嘉靖三十六年（1557年）十月，王杲偷袭抚顺，杀死守备彭文洙，并进行劫掠。嘉靖四十一年（1562年）五月，副总兵黑春统军清剿王杲，却被王杲在妇媳山设伏生擒后磔死。随后，王杲攻略辽阳、孤山、抚顺、汤站等地，先后杀死指挥王国柱、陈其孚、戴冕、王重爵、杨五美，把总温栾、于栾、王守廉、田耕、刘一鸣等十数员明朝武将。同期，哈达贝勒王台逐渐勢大，与王杲亦多有摩擦，后来二者盟于抚顺关下，衝突才告一段落。
隆庆末年，王杲至开原索要逃亡明朝的建州女真如哈哈纳等人，没有抓获，于是率领千骑攻打清河。辽东巡抚张学颜以恩威晓谕，他才归还掠夺。
由于王杲屡杀明朝官员，明廷方面断绝了与其的贡市。萬曆二年（1574年），王杲诱杀明朝守备裴承祖和把总刘承奕等人。又以部众坐困为由纠集察哈尔土蛮、泰宁花大诸部，大举进兵辽阳、沈阳，被辽东总兵李成梁击败。王杲不敢北逃，只得借道哈达部，為王台所擒，献予明廷。明神宗亲至午门城楼接受献俘。次年（1575年），王杲被磔于北京。其妻子儿女二十七人被王台所得。有子阿台、阿海逃脫，後因嘗試復仇未果被殺。

## 歧义点
- 《清史稿》載其民族属性不明，亦未说明其与努尔哈赤有何亲属关系[5]。关于这点，清史学家孟森和稻叶君山都認為与清代諱言之緣故有关[9][10]。
- 稻叶君山认为王杲与“阿古都督”为同一个人[7]，孟森以為誤[11]。另有他處存疑[12][13]。

## 家系
凡察—阿哈达—多贝勒—王杲—阿台

## 延伸阅读
[在维基数据编辑]
 《明史卷二百〇二》，出自《明史》
 《清史稿/卷222》，出自趙爾巽《清史稿》
 《清史稿/卷222》